# Karol Roller
Karol Roller właściwe Leopold Czyllok, ros. Карл Францевич Роллер (ur. 24 października 1896 we wsi Mnich na Górnym Śląsku, zm. 21 sierpnia 1937 w Moskwie) – polski wojskowy, radziecki funkcjonariusz służb specjalnych.

## Życiorys
Ukończył szkołę realną. Po wybuchu I wojny światowej został zmobilizowany do armii austro-węgierskiej. W 1916 r. w stopniu podoficerskim dostał się do niewoli rosyjskiej. Osadzono go w obozie jenieckim w guberni irkuckiej. Po rewolucji bolszewickiej 1917 wypuszczono go na wolność. Na początku 1919 wstąpił do 5 Dywizji Strzelców Polskich, działającej po stronie Białych na Syberii. Na początku 1920 poddał się bolszewikom. Zbiegł z obozu jenieckiego w Krasnojarsku, ale został aresztowany przez CzeKa na granicy z Łotwą. Przeszedł na stronę Sowietów. Został funkcjonariuszem Oddziału Specjalnego CzeKa Frontu Zachodniego z siedzibą w Smoleńsku. Następnie uczestniczył w działaniach skierowanych przeciwko siatce wywiadowczej Polskiej Organizacji Wojskowej (POW) na Ukrainie. Od 1921 służył jako funkcjonariusz do zadań specjalnych w Oddziale Specjalnym CzeKa w Moskwie. W 1922 został funkcjonariuszem Oddziału Kontrwywiadowczego OGPU. Brał udział w operacji „Trust”. W 1924 wstąpił do Rosyjskiej Partii Komunistycznej (bolszewików). W 1926 przeszedł do INO OGPU. Objął funkcję rezydenta służby w Rzymie pod dyplomatycznym przykryciem jako sekretarz poselstwa politycznego Rosji Sowieckiej. Po powrocie do Moskwy w 1927 został funkcjonariuszem Oddziału Kontrwywiadowczego OGPU. Wkrótce stanął na czele 2 wydziału Oddziału Kontrwywiadowczego OGPU, zaś w 1930 został zastępcą kierownika 1 wydziału Oddziału Specjalnego OGPU. Odbywał liczne podróże służbowe do krajów Europy Zachodniej i Środkowej. Od 1932 był zastępcą szefa Oddziału Specjalnego OGPU do Spraw Kraju Zachodnio-Syberyjskiego. W 1935 został szefem Oddziału Specjalnego NKWD do Spraw Kraju Stalingradzkiego. Od końca 1936 stał na czele Oddziału Miejsc Uwięzienia NKWD Obwodu Kurskiego. Na początku maja 1937 został aresztowany. Po procesie skazano go na karę śmierci wykonaną przez rozstrzelanie 21 sierpnia tego roku.